# Rainy Dayz
Rainy Dayz è un singolo R&B prodotto da Irv Gotti pdr la cantante hip hop soul Mary J. Blige, originariamente pensato per le TLC.
Il singolo è poi divenuto un duetto col rapper di punta dell'etichetta di Gotti, Ja Rule, ed è stato inserito nella riedizione del quinto album della cantante, No More Drama.
Pubblicato come quarto singolo internazionale dal disco, è entrato nelle top20 di vari paesi, tra cui USA, Regno Unito e Paesi Bassi.

## Composizione e testo
La traccia, scritta e prodotta da Irv Gotti, è stata originariamente composta per il gruppo TLC, e molti sono i riferimenti al gruppo nella canzone, soprattutto al loro album CrazySexyCool del 1994 e al singolo di enorme successo Waterfalls; anche il testo di Rainy Dayz infatti incita i giovani a non inseguire le cascate, intese come percorsi di vita rischiosi e sbagliati. Il gruppo poi ha deciso di abbandonare il progetto e allora Gotti ha girato il pezzo alla Blige, che l'ha inciso e inserito nella riedizione del suo quinto album No More Drama. Alla stesura del testo ha partecipato anche Ja Rule, il quale duetta con la cantante nel pezzo. Questa canzone è una delle più impegnate e forti di Mary J. Blige, in linea con i suoi trascorsi di vita e con l'atmosfera dell'intero album. Mary J. apre la canzone riflettendo sul fatto che prima è sempre stata impegnata ad essere pazza sexy e cool (CrazySexyCool appunto) come tutti gli altri, senza curarsi di quello che accadeva intorno a lei. Il ritornello parla di tutti i giorni piovosi che ci sono nelle nostre vite e di tutto il tempo che spendiamo aspettando il sole e cercando di sciacquare via tutto. Mary e Ja Rule si paragonano a due angeli con le ali spezzate che chiedono a Dio di mettere fine a tutto il dolore che c'è nel mondo. Oltre a citare Waterfalls delle TLC la canzone cita anche la famosissima What's Going On di Marvin Gaye, ricordando di seguire l'insegnamento nelle parole del cantante soul, ovvero che la guerra non è la risposta.
La canzone è stata ispirata dai fatti che hanno seguito l'11 settembre 2001.

## Video
Il video della canzone, diretto da David Palmer, vede Mary J. e Ja Rule dimenarsi tra pozzanghere, cascate, pioggia, schizzi e scrosci d'acqua su uno sfondo nero; sono presenti anche scene di coreografia esibite da ballerini e break dancer. Il rapper ha dichiarato che è stato divertente girare il video e ancora di più vedere il lavoro finito, con quell'acqua che usciva da tutte le parti.

## Ricezione
Il singolo è stato la scelta migliore per continuare a promuovere No More Drama; inserito nella riedizione come nuova traccia, nella primavera del 2002 ha scalato velocemente le classifiche USA, arrivando fino al numero 12 e diventando così la quinta hit in top20 della cantante. Nel Regno Unito è stata la nona traccia della Blige a entrare in top20 (al numero 17), mentre nei Paesi Bassi è arrivata al numero 8, diventando la seconda hit della cantante ad entrare in top10. In Nuova Zelanda è stato l'ottavo singolo della cantante a entrare in classifica, fermandosi però al numero 29.

## Classifiche
| Classifica (2002)                        | Posizione |
| ---------------------------------------- | --------- |
| Belgio (Fiandre)                         | 44        |
| Belgio (Vallonia)                        | 7         |
| Germania                                 | 58        |
| Nuova Zelanda                            | 29        |
| Paesi Bassi                              | 8         |
| Svezia                                   | 55        |
| Svizzera                                 | 65        |
| Regno Unito                              | 17        |
| U.S. Billboard Hot 100                   | 12        |
| U.S. Billboard Hot Dance Music/Club Play | 6         |
| U.S. Billboard Hot R&B/Hip-Hop Songs     | 8         |
| U.S. Billboard Top 40 Tracks             | 25        |
| U.S. Billboard Top 40 Mainstream         | 22        |
| U.S. Billboard Rhythmic Top 40           | 7         |

## Tracce
CD 01
1. Rainy Dayz (Featuring Ja Rule) (Radio Edit)
2. Rainy Dayz (Featuring Ja Rule) (Full Phatt Remix)
3. Rainy Dayz (Featuring Ja Rule) (Third Eye Remix)
4. Rainy Dayz (Video)
CD 02
1. Rainy Dayz (Featuring Ja Rule) (Radio Edit)
2. Let No Man Put Asunder (Maurice Joshua Remix)
3. Sexy (Featuring Jadakiss)